# Christian Friedrich von Poll

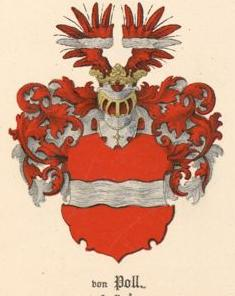
Wappen der Adelsfamilie von Poll

Christian Friedrich von Poll (* 1672; † 1748 in Medel auf Ösel, Herr auf Wexholm und Medel) war ein deutsch-baltischer Adeliger, schwedischer Kapitän und Ritterschaftshauptmann der Öselschen Ritterschaft.

## Leben
Christian Friedrich diente als Leutnant in einem schwedischen Infanterie-Regiment in Holland. Von 1703 bis 1707 war er Kapitän im öselschen Landesmilizbataillons. Von 1723 bis 1726 war er Ritterschaftshauptmann der Öselschen Ritterschaft. Zu seinen Besitzungen zählten Wexholm und seit 1735 Medel.

## Herkunft und Familie
Christian Friedrich von Poll stammte aus dem deutsch-baltischen Adelsgeschlecht von Poll. Sein Vater war der schwedische Leutnant und spätere Ordnungsrichter Otto Christian von Poll, der in 1. Ehe mit Gertruda von Toll verheiratet war. Christian Friedrich heiratete in der 1. Ehe Juliane von Poll (Linie I) (* 1685) und 1717 in 2. Ehe Anna Christina von Toll († 1754). Ihre Nachkommen waren:
- (1. Ehe) Louise Christiana ⚭ Claus Johann von Toll
- Martha Christina von Poll (1715–1796) ⚭ 1. Ehe Johannes Angerstädt, Pastor  († 1741), 2. Ehe Reinhold von Lode, preußischer Leutnant († 1768)
- Charlotte Juliane von Poll (1715–1791) † Mathias Claus Eck, Landgerichtsassessor († 1752)
- (2. Ehe) Karl Adolph von Poll (1718–1796), Herr auf Medel, Leutnant, Kreisrichter ⚭ Hedwig Beata von der Osten-Sacken (1731–1801)
- Ebbe Ludwig von Poll (1719–1776), Herr auf Medel, Oberst, Landrat ⚭ Christine Juliana von Berg (1730–1809)
- Hermann Friedrich von Poll (1721–1792)
- Anna Christina von Poll (1723–1807) ⚭ Christian von Dahl, Kämmerer († 1757)
- Christian Reinhold von Poll, Leutnant († gefallen bei Zorndorf 1758)
- Lorenz Wilhelm von Poll (1730–1783), Herr auf Wexholm ⚭ Magdalena Christina von Nolcken (1737–1827)
- Berend Immanuel von Poll (*/† 1736)
- Otto Jakob von Poll († 1738)
- Johann Gustav von Poll († 1740)